# Pindaí
Pindaí é um município brasileiro do estado da Bahia. Sua população estimada em 2021 era de 16 308 habitantes, de acordo com o IBGE.

## Organização político-administrativa
O Município de Pindaí possui uma estrutura político-administrativa composta pelo Poder Executivo, chefiado por um Prefeito eleito por sufrágio universal, o qual é auxiliado diretamente por secretários municipais nomeados por ele, e pelo Poder Legislativo, institucionalizado pela Câmara Municipal de Pindaí, órgão colegiado de representação dos munícipes que é composto por 9 vereadores também eleitos por sufrágio universal.